# Eleição municipal de Campinas em 1996
A eleição municipal de Campinas em 1996 ocorreu entre os dias 3 de outubro e 15 de novembro do mesmo ano. O prefeito Edivaldo Orsi (PSDB) terminara seu mandato em 1 de janeiro do ano seguinte.
Como nenhum candidato atingiu 50+1% houve segundo turno entre Chico Amaral (PPB) e Célia Leão (PSDB) e nisso Amaral venceu a eleição.

## Candidatos
|  | Nº | Candidato(a) a prefeito | Candidato(a) a prefeito                       | Candidato(a) a vice-prefeito | Candidato(a) a vice-prefeito                         | Coligação | Ref.  |
|  | -- | ----------------------- | --------------------------------------------- | ---------------------------- | ---------------------------------------------------- | --- | ----- |
|  | 11 |                         | Chico Amaral (PPB) Francisco Chico Amaral     |                              | Carlos Souza (PMDB) Carlos Souza                     | Bom para Campinas. Melhor para você. - Partido Progressista Brasileiro (PPB) - Partido do Movimento Democrático Brasileiro (PMDB) - Partido Social Trabalhista (PST) - Partido dos Aposentados da Nação (PAN) - Partido Republicano Progressista (PRP) |       |
|  | 12 |                         | Dr. Hélio (PDT) Hélio de Oliveira Santos      |                              | n/d (PDT)                                            | Sem coligação - Partido Democrático Trabalhista (PDT) |       |
|  | 13 |                         | Toninho do PT (PT) Antonio da Costa Santos    |                              | Durval de Carvalho (PT)                              | Sem nome - Partido dos Trabalhadores (PT) - Partido Comunista do Brasil (PCdoB) | [ 2 ] |
|  | 23 |                         | Davi Zaia (PPS) Davi Zaia                     |                              | n/d                                                  | Sem coligação - Partido Popular Socialista (PPS) |       |
|  | 40 |                         | Jacó Bittar (PSB) Jacó Bittar                 |                              | n/d                                                  | Sem coligação - Partido Socialista Brasileiro (PSB) |       |
|  | 45 |                         | Célia Leão (PSDB) Célia Camargo Leão Edelmuth |                              | Carlos Sampaio (PSDB) Carlos Henrique Focesi Sampaio | Campinas Unida - Partido da Social Democracia Brasileira (PSDB) - Partido Liberal (PL) - Partido da Frente Liberal (PFL) - Partido Trabalhista Brasileiro (PTB)                                                                                        |       |
|  | 70 |                         | Fauzi Salomão (PTdoB) Fauzi Salomão Kanso     |                              | n/d                                                  | Sem nome - Partido Trabalhista do Brasil (PTdoB) - Partido da Social Democrata Cristão (PSDC) |       |

## Resultado da eleição para prefeito
| 1º Turno 3 de outubro de 1996 | 1º Turno 3 de outubro de 1996 | 1º Turno 3 de outubro de 1996 | 1º Turno 3 de outubro de 1996 |
| Candidato(a)                  | Vice                          | Votação                       | Votação                       |
| Candidato(a)                  | Vice                          | Total                         | Porcentagem                   |
| ----------------------------- | ----------------------------- | ----------------------------- | ----------------------------- |
| Chico Amaral (PPB)            | Carlos Souza (PMDB)           | 169.655                       | 39,47%                        |
| Célia Leão (PSDB)             | Carlos Sampaio (PSDB)         | 90.104                        | 20,96%                        |
| Toninho do PT (PT)            | Durval de Carvalho (PT)       | 67.694                        | 15,75%                        |
| Dr. Hélio (PDT)               |                               | 58.019                        | 13,50%                        |
| Jacó Bittar (PSB)             |                               | 38.774                        | 9,02%                         |
| Davi Zaia (PPS)               |                               | 3.467                         | 0,81%                         |
| Fauzi Salomão (PTdoB)         |                               | 2.160                         | 0,50%                         |
| Total de votos válidos        | Total de votos válidos        | 429.873                       | 100,00%                       |
| Votos apurados                |                               |                               |                               |
| Votos válidos                 | Votos válidos                 | 429.873                       | 88,53%                        |
| Votos em branco               | Votos em branco               | 12.391                        | 2,55%                         |
| Votos nulos                   | Votos nulos                   | 43.290                        | 8,92%                         |
| Total de votos apurados       | Total de votos apurados       | 485.554                       | 100,00%                       |
| Eleitores                     |                               |                               |                               |
| Comparecimento                | Comparecimento                | 485.554                       | 86,35%                        |
| Abstenções                    | Abstenções                    | 76.729                        | 13,65%                        |
| Total de eleitores            | Total de eleitores            | 562.283                       | 100,00%                       |

| 2º Turno 15 de novembro de 1996 | 2º Turno 15 de novembro de 1996 | 2º Turno 15 de novembro de 1996 | 2º Turno 15 de novembro de 1996 |
| Candidato(a)                    | Vice                            | Votação                         | Votação                         |
| Candidato(a)                    | Vice                            | Total                           | Porcentagem                     |
| ------------------------------- | ------------------------------- | ------------------------------- | ------------------------------- |
| Chico Amaral (PPB)              | Carlos Souza (PMDB)             | 261.370                         | 65,72%                          |
| Célia Leão (PSDB)               | Carlos Sampaio (PSDB)           | 136.313                         | 34,28%                          |
| Total de votos válidos          | Total de votos válidos          | 397.683                         | 100,00%                         |
| Votos apurados                  |                                 |                                 |                                 |
| Votos válidos                   | Votos válidos                   | 397.683                         | 84,97%                          |
| Votos em branco                 | Votos em branco                 | 13.882                          | 2,97%                           |
| Votos nulos                     | Votos nulos                     | 56.445                          | 12,06%                          |
| Total de votos apurados         | Total de votos apurados         | 468.010                         | 100,00%                         |
| Eleitores                       |                                 |                                 |                                 |
| Comparecimento                  | Comparecimento                  | 468.010                         | 83,23%                          |
| Abstenções                      | Abstenções                      | 94.273                          | 16,77%                          |
| Total de eleitores              | Total de eleitores              | 562.283                         | 100,00%                         |